# Пасажний інструмент

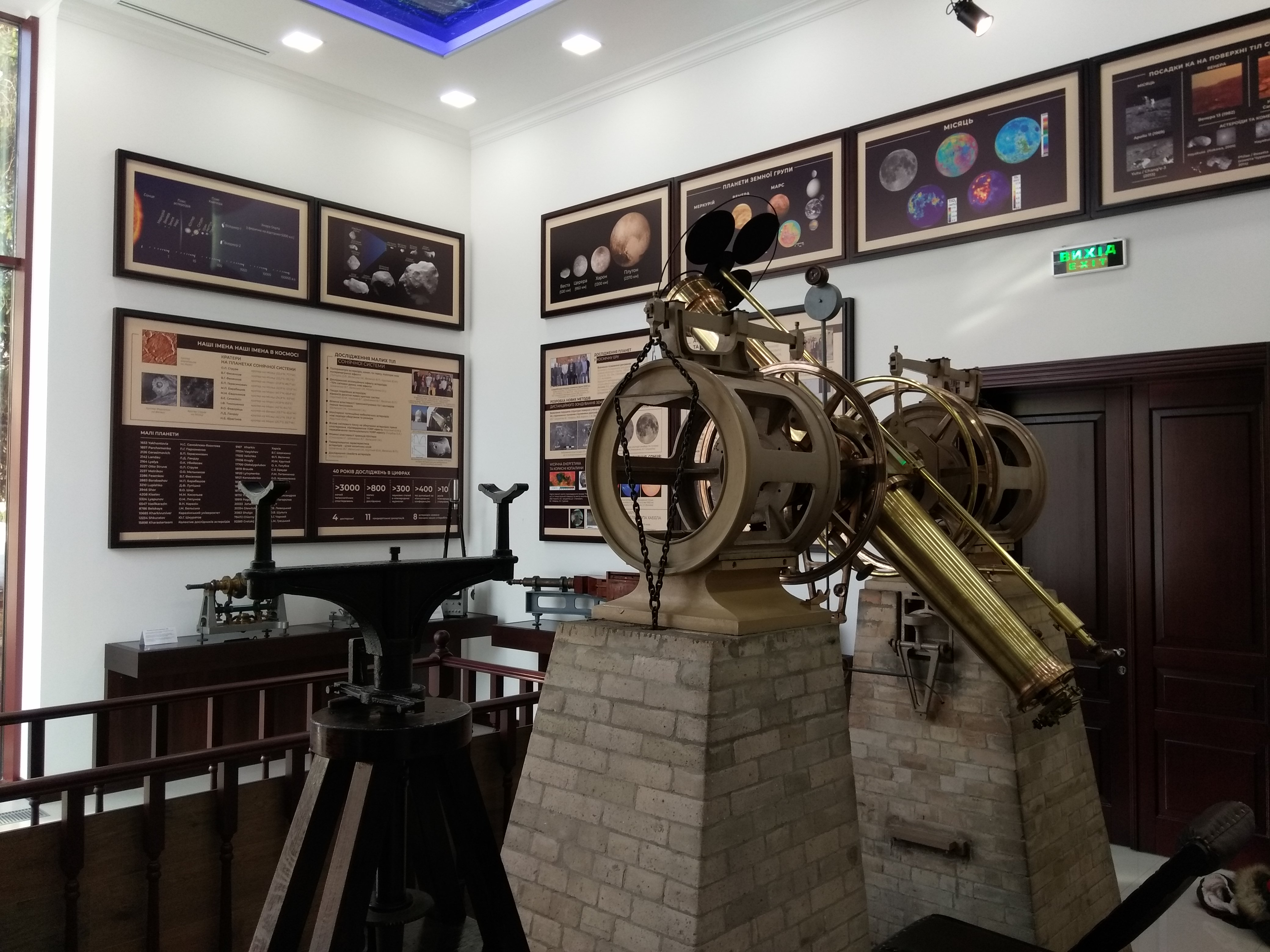
Пасажний інструмент в музеї історії астрономії Харківської обсерваторії

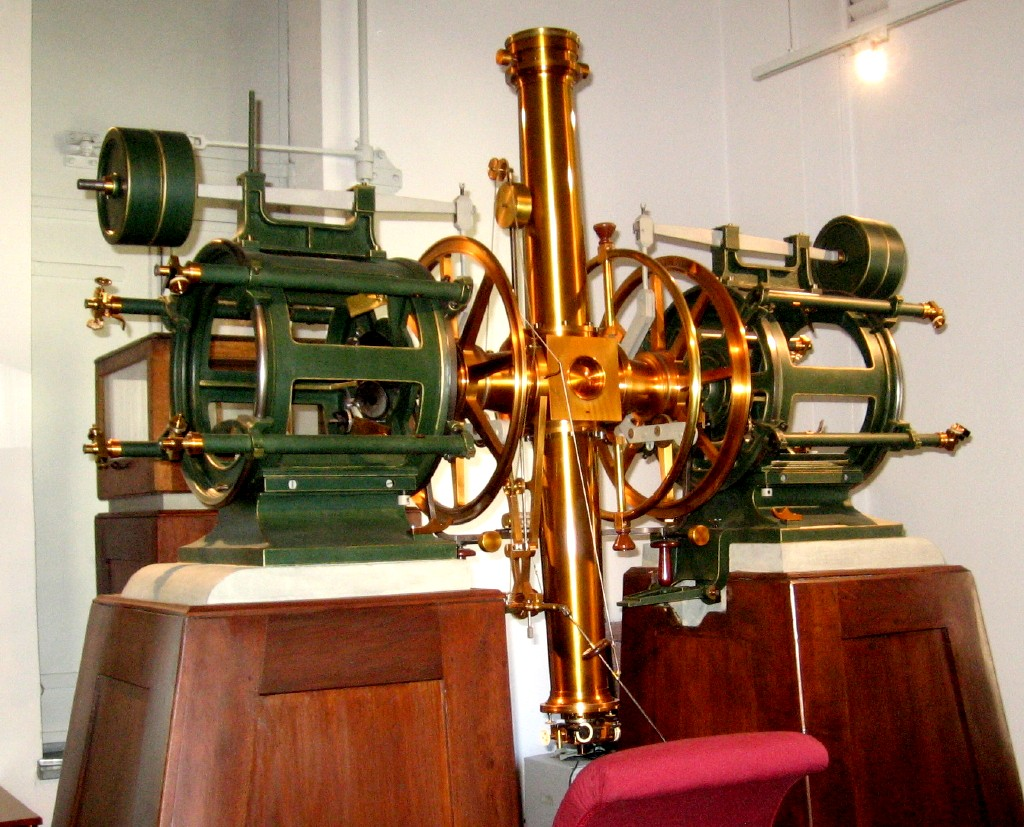
Пасажний інструмент у Куфнерівська обсерваторія в Австрії

Пасажний інструмент (фр. instrument de passage) — астрономічний прилад для визначення часу проходження небесних тіл через якусь вертикальну площину, зазвичай небесний меридіан. Введений у вжиток Оле Ремером у XVII столітті. Бувають переносні та стаціонарні.

## Опис
Складається із труби, яка може обертатися навколо горизонтальної осі, що лежить своїми опорами (цапфами) на вилкоподібних підставках. Невелике коло, прикріплене до тієї ж осі, служить для наведення інструменту на зорю. У фокальній площині об'єктива натягнуті кілька (від 5 до 15) вертикальних ниток і одна або дві горизонтальні. Спостереження проводяться або на слух і око, причому спостерігач сам записує проходження зорі через кожну нитку, або проходження реєструються за допомогою хронографа. У механізмі, запропонованому механіком Репсольдом, спостерігач за допомогою мікрометричного гвинта змушує нитку слідувати за зорею. Сітку нерухомих ниток замінюють контакти, розташовані на головці гвинта, що замикають гальванічний струм у хронографі.
Якщо пасажний інструмент встановлений у меридіані, то він дозволяє знаходити час (поправку годинника), якщо відоме пряме сходження зорі, і навпаки: знаючи поправку годинника, можна визначати прямі сходження зір.

### Інструментальні похибки
Неможливо точно встановити інструмент, тому спостереження повинні мати поправки на такі інструментальні похибки:
- Кут, що вісь обертання утворює з горизонтальною площиною, називається нахиленістю. Вона визначається за допомогою рівня, що підвішується своїми кінцями на цапфи.
- Кут, що вісь інструменту, наведеного в горизонтальне положення, утворює з меридіаном називається азимутом інструменту. Для якнайшвидшого визначення його під час спостережень стаціонарні пасажні інструменти забезпечені меридіанними знаками, розташованими на значній відстані від інструмента. Азимут цих знаків визначається зі спостережень полярних зір.
- Колімаційна помилка — кут між оптичною та геометричною осями труби, тобто неперпендикулярність оптичної осі інструменту до осі обертання. Для її визначення необхідно перегорнути інструмент.

Для можливого зменшення інструментальних похибок служать гвинти, здатні рухати опори, на яких лежить вісь (для виправлення нахиленості та азимуту), а також рамка, на якій натягнуті нитки (для виправлення помилки колімації).

## Типи інструментів
Пасажні інструменти бувають переносні та стаціонарні.

### Переносні
Переносні служать при геодезичних польових робіт. Зазвичай вони робляться з ламаною трубою, тобто окуляр зроблений на одному з кінців осі обертання, а в центрі інструменту розташована призма, що відбиває падаючі від об'єктива труби промені світла у напрямку, що становить прямий кут з падаючими.

### Стаціонарні
Стаціонарні пасажні інструменти в обсерваторіях встановлюються на міцних кам'яних стовпах.